# پولیکارپوف

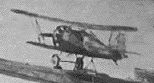
هواپیمای I-5 ساخت این شرکت

پولیکارپوف (انگلیسی: Polikarpov) یک شرکت تولیدکننده هواگرد در اتحاد جماهیر سوسیالیستی شوروی بود که توسط نیکولای نیکولائوچ پولیکارپف هدایت می‌شد.
این شرکت پس از مرگ پولیکارپف در سال ۱۹۴۴ در شرکت‌های دیگر (به خصوص لاوچکین) جذب گردید.